# Švicarska manliherica
Švicarska manliherica M1893 ali M1894 je repetirka, ki jo je za potrebe švicarske vojske skonstruiral avstrijski puškar Ferdinand Mannlicher. Razvita je bila kot karabinka za konjeniške in artilerijske enote, ki so potrebovale kompaktnejše orožje od standardne (dolge) pehotne puške Schmidt-Rubin 1889.
V tej puški je Ferdinand Mannlicher uporabil skoraj enak zaklep kot na karabinki manliherici M.90. Pri švicarski manliherici je posebnost to, da za razliko od velike večine pušk, ki jih je razvil ta puškar, za polnjenje ne uporablja Mannlicherjevih okvirjev, ampak standardne švicarske. Ti držijo po 6 nabojev in se v fiksno nabojišče ne polnijo skupaj z naboji.
Zamenjala jo je karabinka Schmidt-Rubin M1905.

## Galerija
- Skica puške in njenih delov
- Naboja GP90 in GP90/23
- Za polnjenje se uporabljajo švicarski okvirčki